# Narrativa dominante
As narrativas dominantes, por vezes chamadas de narrativas culturais dominantes, são histórias frequentemente repetidas que são partilhadas na sociedade através de várias instituições sociais e culturais. O termo é usado com mais frequência em pedagogia, o estudo da educação. As narrativas dominantes são frequentemente discutidas em conjunto com as contranarrativas.
Este termo foi descrito como uma “mão invisível” que guia a realidade e a realidade percebida. A cultura dominante é definida como as práticas culturais majoritárias de uma sociedade.
A narrativa dominante é semelhante em alguns aspectos às ideias de metanarrativa ou grande narrativa.
A socióloga Judith Lorber define e descreve os membros da “categoria A” como aqueles que ocupam o grupo dominante em diferentes aspectos da vida.
As narrativas dominantes são geralmente caracterizadas como provenientes ou apoiadas por grupos privilegiados ou poderosos. De acordo com o cientista político Ronald R. Krebs, as narrativas dominantes são mantidas através do apoio público porque “mesmo aqueles que discordam das suas premissas normalmente se abstêm de desafiá-las publicamente, por medo de serem ignorados ou castigados”. Os estudiosos têm utilizado a análise crítica do discurso para estudar narrativas dominantes, com o objetivo de questionar as narrativas. Na educação econômica de ensino fundamental e médio nos Estados Unidos, a economia neoclássica é considerada uma narrativa dominante.
Segundo a psicóloga Robyn Fivush, as contranarrativas “usam a narrativa dominante como ponto de partida, concordando em muitos dos fatos principais” enquanto mudam a perspectiva subjetiva.